# Alfia Avzalova
Avzalova Alfia Avzalovna (în tătară Әлфия Афзал кызы Авзалова; n. 15 ianuarie 1933, Aktanîș⁠(d), RSFS Rusă, URSS – d. 15 iunie 2017, Kazan, Tatarstan, Rusia) a fost o cântăreață tătară și sovietică. A fost artist emerit al RASS Tătară, artist al poporului al RASS Tătară, artist emerit al RSFSR, solist al Societății Filarmonice Tătare și laureat al Premiului de Stat al Republicii Tatarstan. 

## Viață
Alfia Avzalova s-a născut în satul Aktanysh, în raionul Aktanîș (Актаныш) din Republica Tatarstan. A ajuns orfană după ce mama ei a murit, iar tatăl a murit în Marele Război Patriotic. Alfia a fost crescută de sora mamei sale. 
În 1957, a devenit solistă a Ansamblului de stat de cântec și dans din Republica Tatarstan și a interpretat lucrări ale lui Soltan Ğäbäși, A. Klyucharev, Mansur Muzafarov, Z. Khabibullin și mulți alți compozitori. Repertoriul ei a inclus melodii populare antice și moderne. A studiat cu Raisa Volkova - apoi a lucrat ca director de artă al Societății Filarmonice de Stat din Republica Tatarstan. 
După un an de muncă în ansamblu, Alfia Avzalova a intrat la școala de muzică. Apoi, la recomandarea conducerii artistice a Filarmonicii Tatghost, Alfia Avzalova și-a creat propriul grup de concerte, care a inclus ansamblul instrumental „Kazan utlary”, format din orgă, chitară, clape și sintetizator, sub conducerea lui Karim Gabidullin și, de asemenea, un grup de dans. 
Împreună cu acest ansamblu, Alfia Avzalova a vizitat republicile din Asia Centrală și statele baltice, a vizitat Moscova, Leningradul și alte orașe ale Rusiei. În fiecare turneu, care a durat două sau trei luni, a susținut peste 100 de concerte. 
Primul mare succes al cântăreței a fost câștigarea concursului Deceniul artei și al literaturii tătare de la Moscova în 1957. 
Alfia Avzalova a murit la vârsta de 85 de ani la Kazan.

## Premii
- Artist emerit al RASS Tătară (1962)
- Artistul poporului RASS Tătară (1970)
- De două ori Ordinul Drapelul Roșu al Muncii(primul  în 1976)
- Artist de onoare al RSFSR (1983)
- Premiul Ğabdulla Tuqay (1992)
- Diploma de onoare a Comitetului sovietic pentru pace "pentru muncă activă în consolidarea păcii între națiuni" (1960)
- Premiul onorific - „Legenda divertismentului tătar” (2008) [3]